# City Lights (canción de Bill Anderson)
«City Lights» es una canción escrita por Bill Anderson el 27 de agosto de 1957. La versión más conocida de la canción es una grabación por el músico estadounidense Ray Price. Se lanzó en junio de 1958 y permaneció un total de 38 semanas en la lista Cash Box Country Best Sellers.

## Versión de Mickey Gilley

### Antecedentes, lanzamiento y recepción de la crítica
El cantante estadounidense de country Mickey Gilley grabó la canción para su álbum City Lights, llamado así por su sencillo número uno del mismo nombre. La canción se grabó en los estudios RCA, en Nashville, Tennessee. Eddie Kilroy produjo la canción mientras que Tom Pick se desempeñó como ingeniero de audio. «City Lights» se publicó en octubre de 1974 como el sencillo principal del álbum. Un escritor no especificado de Billboard señaló que “mientras Mickey pueda seguir sacando canciones viejas, es posible que nunca haga una nueva”.

### Rendimiento comercial
En Estados Unidos, «City Lights» debutó en el número 71 de la lista Hot Country Singles de la revista Billboard durante la semana que terminó el 7 de diciembre de 1974, donde se desempeñó como el debut más alto de la edición. Después de escalar de manera constante la lista durante nueve semanas consecutivas, encabezó la lista el 1 de febrero de 1975, donde desplazó la canción de Ronnie Milsap, «(I'd Be) A Legend in My Time», de la posición más alta. «City Lights» salió de la lista Hot Country Singles el 22 de febrero en la posición número 46; en total, pasó doce semanas consecutivas entre los rankings de la lista.
Fuera del país natal de Gilley, el sencillo tuvo un éxito comercial similar. En Canadá, «City Lights» debutó en el puesto número 45 de la lista RPM Country Playlist durante la semana que terminó el 25 de enero de 1975, donde se desempeñó como el segundo debut más alto de la edición. En su quinta semana en la lista, «City Lights» alcanzó el puesto número 2; se mantuvo fuera del primer puesto por «Then Who Am I» de Charley Pride. «City Lights» salió de la lista Country Playlist el 29 de marzo de 1975 en la posición número 37; en total, pasó nueve semanas consecutivas entre los rankings de la lista.

### Lista de canciones
7-inch single – Playboy P 6015
1. «City Lights» – 2:44
2. «Fraulein» – 2:47

### Posicionamiento

#### Gráfica semanal
| Gráfica (1975)                                 | Pico de posición |
| ---------------------------------------------- | ---------------- |
| Canadá (RPM Country Playlist)                  | 1                |
| Estados Unidos (Billboard Hot Country Singles) | 1                |
| Estados Unidos (Cash Box Country Top 75)       | 1                |

#### Gráfica de fin de año
| Gráfica (1975)                           | Pico de posición |
| ---------------------------------------- | ---------------- |
| Canadá (RPM Country Playlist)            | 19               |
| Estados Unidos (Cash Box Country Top 75) | 43               |